# NGC 7320C
NGC 7320C je prečkasta spiralna galaktika u zviježđu Pegazu. Dio je Stephanova kvinteta.

## Vanjske poveznice
- (engl.) SEDS: NGC 7320
- (engl.) Hartmut Frommert: Revidirani Novi opći katalog
- (engl.) Izvangalaktička baza podataka NASA-e i IPAC-a
- (engl.) Astronomska baza podataka SIMBAD
- (engl.) VizieR
- DSS-ova slika NGC 7320
- (engl.) Auke Slotegraaf: NGC 7320 Deep Sky Observer's Companion
- (engl.) Courtney Seligman: Objekti Novog općeg kataloga: NGC 7300 - 7349